# WAPLITE

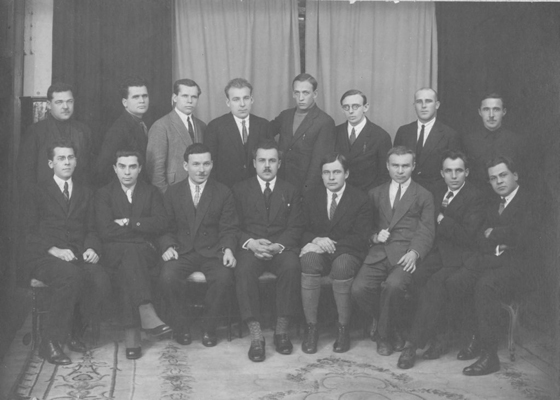
WAPLITE-Mitglieder im Jahr 1926

Wilna Akademia Proletarskoi Literaturi (ВАПЛІТЕ) (ukrainisch: Вільна академія пролетарської літератури, Freie Akademie für Proletarische Literatur) war eine literarische Gruppierung in der Ukrainischen Sowjetrepublik. Sie wurde in Charkiw gegründet und bestand von 1925 bis 1928.

## Geschichte
Ein Vorläufer von WAPLITE war eine literarische Gruppierung um Wassyl Ellan-Blakytnyj  (1894–1925). Nach dessen Tod schlossen sich einige der Mitglieder zu der neuen Gruppierung zusammen.
Die Mitglieder von WAPLITE akzeptierten die offiziellen Forderungen der Kommunistischen Partei, nahmen aber eine unabhängige Position in der Literaturpolitik ein und unterstützten die „literarische Diskussion“, die von 1925 bis 1928 maßgeblich von Mykola Chwylowy angestoßen wurde. Dabei nahmen er und WAPLITE die Position einer Entprovinzialisierung der ukrainischen Literatur, der Aneignung europäischer Literaturklassiker und der Pflege der hohen künstlerischen Leistungen ein. Als Gegenposition galt allen voran die literarische Bauernorganisation Pflug, die durch den Schriftsteller Serhij Pylypenko vertreten wurde und für die Idee einstand, dass jeder Literatur schaffen könne. Weitere Persönlichkeiten der Gegenseite waren Mykola Skrypnyk und Andrii Khvylia, die als Sprecher der Kommunistischen Partei fungierten sowie Volodymyr Koriak, Samiilo Shchupak und Borys Kowalenko. Diese unterstützten den Gesamtukrainischen Verband proletarischer Schriftsteller (VUSSP), eine von der Partei geförderte Organisation, die der Vorstellung anhing, dass die Literatur die Richtlinien der Partei umsetzen und zur Gestaltung einer neuen kommunistischen Gesellschaft beitragen müsse. Die „literarische Diskussion“ war die letzte freie Debatte über die ästhetischen und ideologischen Leitlinien der Literatur.
WAPLITE wurde von der Kommunistischen Partei sowie von literarischen Rivalen und sowjetischen Führern der Ukraine heftig kritisiert. Insbesondere Chwylowys Roman Val'dshnepy (1927) unterlag scharfer Kritik; die sechste Ausgabe der Zeitschrift WAPLITE, in der der Schlussteil des Textes abgedruckt war, wurde beschlagnahmt und die Gruppierung geriet unter starkem politischen Druck, bis sie sich am 28. Januar 1928 auflöste. Einige Mitglieder setzten ihre literarische Arbeit in der Zeitschrift Literaturjahrmarkt und in der Organisation Prolitfront fort.
WAPLITE  gehörte zu den ersten Opfern der stalinistischen Repressionen der 1930er Jahre. 1932 waren alle literarischen Gruppen in der Ukraine aufgelöst. 1934 wurde der zentralistisch organisierte Schriftstellerverband der UdSSR gegründet und der sozialistische Realismus galt ab nun als verbindliche künstlerische Methode.

## Merkmale
Die Mitglieder von WAPLITE strebten nach einer neuen ukrainischen Literatur. Dazu lösten sie sich von der russischen Literatur und Kultur (ohne jedoch auch einzelne Elemente zu übernehmen und neu zu interpretieren) und orientierten sich, wie auch andere literarische Avantgarde-Gruppierungen (wie Avanhard um den Schriftsteller Walerjan Polischtschuk), nach Westeuropa und dessen literarische Meisterwerke. Ideologisch können sie als nationale Kommunisten beschrieben werden, die eine Ukrainisierung der Literatur im Sinne hatten. Sie befürworteten die anspruchsvolle Literatur für intellektuelle Leser und hatten einen elitistischen Zugang zur Kunst, ganz im Gegensatz zu der sowjetischen Literatur der 1920er Jahre, die sich für die Massenliteratur einsetzte. Diese Geisteshaltung traf auf nur wenig Zustimmung bei den sowjetischen Funktionären, die die Literatur in erster Linie als ein Mittel für die Gestaltung der Werte der Gesellschaft ansahen.
Als geistiger Anführer von WAPLITE galt Mykola Chwylowy. Der offiziellen Präsident der Vereinigung war zunächst Mykhailo Yalovy, und später Mykola Kulisch. Die wichtigsten Mitglieder von WAPLITE waren Mykola Baschan, Vasyl Vrazhlyvy, Ivan Dniprovsky, Oles Dosvitnij, Hryhorij Epik, P. Ivanov, Majk Johansen, Oleksandr Kopylenko, Hordii Kotsiuba, Mykhailo Maisky, Petro Pantsch, Ivan Senchenko, Oleksa Slisarenko, Jurij Smolytsch, Pawlo Tytschyna und Jurij Janowskyj.

## Publikationen
WAPLITE publizierte während ihrer Schaffenszeit die Almanach Waplite (1926), die sich hauptsächlich mit literarischen Problemen befasste. Zudem war sie Herausgeber der Zeitschrift Waplite, die ab 1927 in fünf Ausgaben erschien.